# Cayan Tower
Cayan Tower (przed otwarciem jako Infinity Tower) – wieżowiec wybudowany w Dubaju w Zjednoczonych Emiratach Arabskich. Budowa budynku rozpoczęła się w lutym 2006 roku i ze względu na opóźnienia zakończona została w 2013 roku. Budynek ma 73 piętra.
Budynek miał się obracać o 90˚ tak jak Turning Torso w Malmö, jednak wycofano się z tego pomysłu.

Cayan Tower, 2013.

## Galeria

Cayan Tower
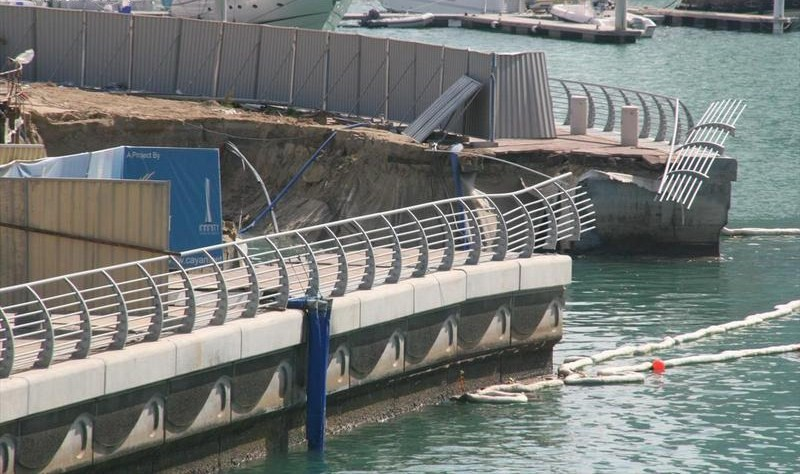
Przerwanie wału i zalanie budowy, 8 lutego 2007
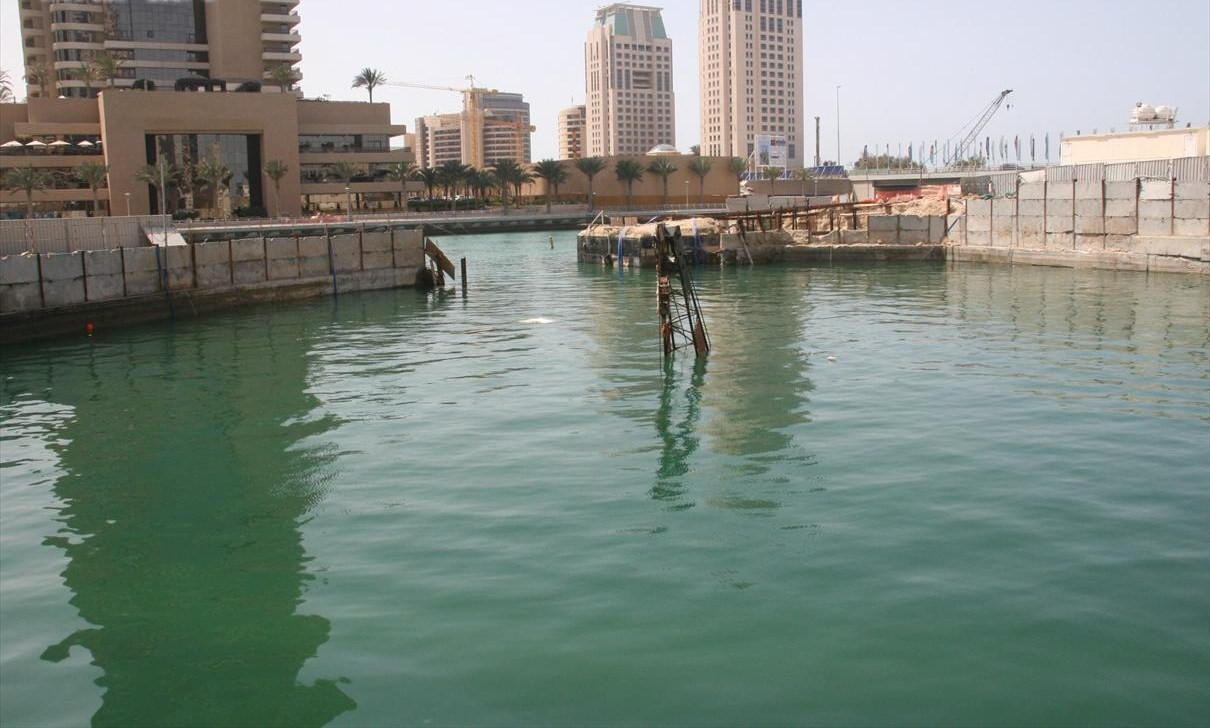
Zalanie budowy, 9 marca 2007
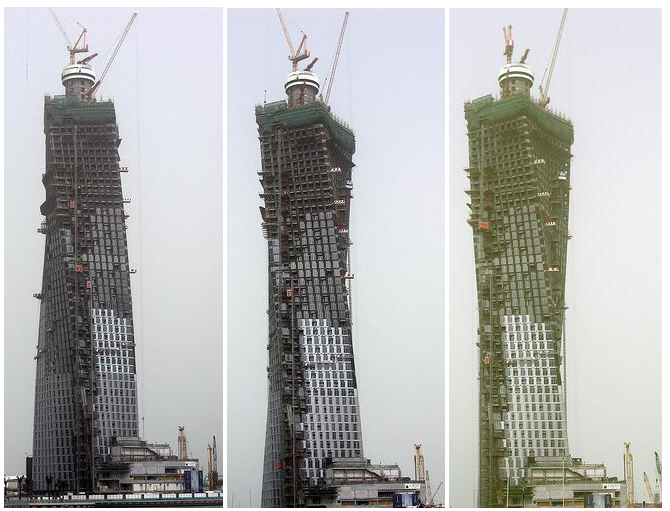
W czasie budowy, 2010
Cayan Tower w 2014
Widok z dołu
Szczegóły architektoniczne
Na tle tzw.The Tallest Block, 2016.